# 杜子威
杜子威（1932年—），男，江苏苏州人，生于日本东京，归国华侨，中华人民共和国神经外科专家、政治人物，原苏州医学院教授、院长，江苏省人大常委会原副主任，第五、六、七届全国人大代表。